# Rudolf Berthold (aviatore)
Rudolf Berthold (Maroldsweisach, 24 marzo 1891 – Amburgo, 15 marzo 1920) è stato un aviatore tedesco.
L'Hauptmann Oskar Gustav Rudolf Berthold, comunemente noto come Rudolf Berthold, era un asso dell'aviazione tedesco della prima guerra mondiale.
Tra il 1916 e il 1918, abbatté 44 aerei nemici - 16 dei quali mentre volava con una mano sola.
Berthold aveva fama di combattente spietato, senza paura e soprattutto molto patriottico.
La sua perseveranza, il coraggio e la volontà di tornare a combattere mentre era ancora ferito lo resero uno dei più famosi piloti tedeschi della prima guerra mondiale.
Berthold si arruolò nell'esercito imperiale tedesco (Deutsches Heer (1871-1919)) nel 1909 e pagò le sue lezioni di pilotaggio, qualificandosi nel settembre del 1913.
Fu uno dei pionieri dell'aviazione della prima guerra mondiale, effettuando missioni di Ricognizione cruciali durante l'invasione della Francia del 1914, che gli valsero una delle prime Croce di Ferro della guerra.
Nel 1915 divenne uno dei primi guerrieri aerei.
Volò come comandante di una delle prime unità combattenti dedicate nel 1916; ha ottenuto cinque vittorie prima di subire gravi ferite in un incidente e di essere sottoposto a Narcotico mentre era ricoverato in ospedale per quattro mesi.
Uscendo dall'ospedale, è tornato in servizio ed in seguito è ancora riuscito a comandare due squadroni di caccia della Germania.
Il 24 aprile 1917, quando fu nuovamente ferito, aveva portato il suo bottino a 12 vittorie e venne insignito del più grande onore della Germania, il Pour le Mérite.
Il 18 agosto, ancora una volta si è ritirato dalle cure mediche per tornare in battaglia.
Nelle settimane successive, avrebbe totalizzato 16 vittorie in più prima di essere paralizzato da un proiettile britannico il 10 ottobre 1917.
Con un braccio a rischio di amputazione, Berthold fu salvato dalla sorella Franziska, che aveva le conoscenze per farlo curare da uno specialista.
Berthold fu costretto a letto fino al febbraio 1918, per poi tornare a comandare una delle prime unità da combattimento del mondo.
Il 28 maggio, iniziò ancora una volta a volare in combattimento, anche se volava con una mano sola e sotto l'influenza di narcotici; abbatté altri 14 aerei nemici l'8 agosto 1918.
Il 10 agosto, abbatté le ultime due vittime sul suo ultimo volo prima di essere abbattuto.
Dopo due giorni in ospedale, avrebbe di nuovo abbandonato il trattamento e sarebbe tornato in combattimento.
Solo un ordine diretto del Kaiser Friedrich Wilhelm Viktor Albrecht von Hohenzollern lo riconsegnò alle cure mediche per il resto della guerra.
Nella Germania del dopoguerra, Rudolf Berthold organizzò i Freikorps e combatté il Bolscevismo in Lettonia.
Fu ucciso in una lotta politica di strada ad Amburgo il 15 marzo 1920.

## Primi anni e servizio militare
Oskar Gustav Rudolf Berthold nacque a Ditterswind, nel Regno di Baviera nell'Impero tedesco come sesto figlio di Oberförster (Capo Guardaboschi) Oskar Berthold.
Il bambino, che divenne noto come Rudolf, fu il primo nato da Helene Stief Berthold, la seconda moglie di Oskar.
La prima moglie di Oskar, Ida Anne Hoffmann Berthold, morì di parto, lasciando come sopravvissuti una figlia femmina e tre figli maschi. Rudolf è stato seguito da tre fratelli più giovani, due dei quali sono sopravvissuti fino all'età adulta.
Il padre di Rudolf era impiegato da un nobile locale, Oskar Freiherr von Deuster; Rudolf è cresciuto viaggiando nella grande tenuta del barone.
All'inizio del settembre 1897, Rudolf si iscrisse alla scuola elementare locale.
Al compimento degli studi, all'età di dieci anni, si iscrisse all'Humanistische Neue Gymnasium nella vicina Bamberga.
Quando aveva compiuto i suoi studi lì all'età di 14 anni, aveva adottato un motto personale di Quinto Orazio Flacco: È dolce e giusto morire per la propria Patria.
Rudolf si trasferì nel Königliches Humanistische Gymnasium di Schweinfurt nel settembre 1906 per iniziare le classi di sesto livello.
L'inverno del 1909 lo vide trasferito all'Altimes Gymnasium di Bamberga per adattarsi meglio alla carriera militare.
Si è laureato il 14 luglio 1910, con la reputazione di essere senza paura, allegro e studioso.
Sebbene Ditterswind fosse una città di guarnigione, la carriera del giovane Berthold ebbe inizio quando entrò a far parte del 3º Reggimento Fanteria Brandenberg a Wittenberg.
Gli fu richiesto di servire un anno e mezzo di addestramento come Fähnrich (Ufficiale Aspirante) prima di essere promosso ufficiale del reggimento.
Il 27 gennaio 1912, promossero Berthold e gli fu commissionato come leutnant.
Verso la fine della formazione di Berthold, fu fondata la Jungdeutschland-Bund.
Divenne il capo del ramo di Wittenberg di questa società patriottica che mobilitava i giovani tedeschi per il servizio nazionale.
La Der Fliegertruppe divenne una parte ufficiale dell'esercito imperiale tedesco il 1º ottobre 1912.
Berthold imparò a volare a proprie spese nel 1913, qualificandosi come pilota nel settembre 1913 con la licenza n. 538.
Si è formato presso l'Halberstädter Flugzeugwerke (fabbrica di Halberstadt) con i modelli a doppio controllo Bristol; uno dei suoi compagni di corso era Oswald Boelcke.
Dopo aver informato la sua famiglia di avere un "incarico speciale" in una scuola di volo, Berthold svolse un addestramento militare durante l'estate 1914.

## La grande guerra

### 1914
Lo scoppio della prima guerra mondiale sconvolse i progressi del giovane aviatore.
Il 1º luglio 1914, Berthold fu richiamato dalla sua scuola per ricongiungersi al 20º Reggimento di fanteria; una volta lì, scoprì mestamente che le sue abilità in marcia si erano deteriorate durante il suo soggiorno nell'aviazione.
Dopo un corso di aggiornamento di quindici giorni in abilità da soldato, è tornato ad allenarsi in volo.
Il 17 luglio 1914 fu ufficialmente trasferito dal terzo Brandenberger al servizio aereo.
Essendosi lasciato alle spalle gli altri studenti di pilotaggio durante il corso di aggiornamento della fanteria, dovette accontentarsi di un incarico di osservatore aereo.
Il 1º agosto 1914, salpò da un treno per la base aerea del Regno di Sassonia  di Großenhain.
Il 7 agosto 1914, Berthold era stato assegnato al Feldflieger Abteilung 23, nella 2ª armata tedesca.
Il 9 agosto l'FFA 23 era accampato a Monschau, vicino al confine con il Belgio.
Il 15 agosto, Berthold fu scelto per la prima missione di ricognizione dell'unità.
Due giorni dopo, il suo pilota si allontanò dal campo; Bertholdt e il suo pilota sono atterrati oltre le linee. Elusero la cavalleria francese, per il recupero del loro biplano DFW (Deutsche Flugzeugwerke).
Nel suo diario, Berthold notò rabbiosamente la sua decisione nel completare l'addestramento da pilota.
Berthold era anche osservatore sui voli l'1 ed il 3 settembre.
Vide le truppe francesi ritirarsi attraverso la Marna (fiume) e dare il via al caos.
Tuttavia, più tardi nel mese, scoprì la controffensiva francese tra il 1° e il 2° esercito tedesco.
L'incredulità degli ufficiali di stato tedeschi portò Berthold a informare personalmente il generale Karl von Bülow sulla situazione.
Bülow spostò le sue truppe su un terreno più alto; iniziò la Prima battaglia dell'Aisne.
Il 13 settembre 1914, il giovane aviatore fu presentato con la Croce di Ferro di seconda classe per il suo operato.
Il 4 ottobre, è stato chiamato per riferire al Comando dell'Alto Comando dell'Esercito.
Lì è stato insignito della First Cross di Iron Cross.
Per entrambe le classi della Croce di ferro, Berthold ha ricevuto il suo premio secondo solo a Bülow.
Mentre il clima invernale impediva i combattimenti in volo a novembre, Berthold si impegnò a continuare l'addestramento come pilota in un vicino parco di volo.
Divenne amico di un compagno di studi, Hans Joachim Buddecke.

### 1915
Rudolf Berthold si qualificò infine come pilota militare il 18 gennaio 1915.
Più o meno nello stesso periodo, organizzò il trasferimento di Buddecke nell'AF 223.
A Berthold, essendo ora un pilota, gli fu assegnato un osservatore, il Leutnant Josef Grüner per le missioni di ricognizione in volo; divennero rapidamente amici.
A giugno furono finalmente forniti di mitragliatrici per i loro aerei; Berthold poté rinunciare ai suoi inutili assalti agli aerei nemici con la sua pistola.
All'incirca nello stesso periodo, Berthold fu colpito per due settimane da Dissenteria, probabilmente provocata da preoccupazioni nervose.
L'FFA 223 fu equipaggiato con bombardieri AEG G.II nell'agosto del 1915.
Il gigante bicilindrico era presidiato da un pilota, due o tre osservatori e due mitragliatrici girevoli.
Anche quando arrivarono i nuovi bombardieri, l'unità ricevette anche il suo primo velivolo da combattimento monoposto con una mitragliatrice sincronizzata, un Fokker Eindecker.
Berthold prese il comando del grande bombardiere.
Lasciò l'Eindekker a Buddecke; questa decisione accelerò Buddecke nel suo cammino verso l'appartenenza alla prima ondata di assi tedeschi che comprendeva Oswald Boelcke, Max Immelmann e Kurt Wintgens.
Berthold sapeva di poter attraversare le linee alla ricerca di avversari con l'AEG G.II, mentre gli Eindekker ricevettero l'ordine di pattugliare solo dietro le linee tedesche.
Tuttavia, Berthold dopo ha danneggiato il suo G.II in un incidente di atterraggio il 15 settembre, dovette tornare a pilotare un vecchio biposto.
Il 21 settembre 1915, Rudolf Berthold fu promosso a Oberleutnant.
Poco dopo, è tornato in Germania per prendere un altro G.II.
Il 6 novembre, una missione è diventata mortale; un aereo britannico Vickers F.B.5 ferì mortalmente Grüner.
Berthold fu depresso dalla morte del suo amico e rientrò in patria.
All'inizio di dicembre, Buddecke è stato distaccato presso la Türk Hava Kuvvetleri e Berthold è diventato l'erede del suo Fokker E.III.
Accompagnò Ernst von Althaus quando questi abbatté gli aerei nemici il 5 ed il 28 dicembre 1915.

### 1916
Mentre i tedeschi iniziarono a usare l'aereo con le mitragliatrici sincronizzate, iniziarono a raggruppare le nuove armi aeree in unità ad hoc per proteggere gli aerei da ricognizione e bombardamento.
Queste nuove unità furono soprannominate Kampfseinsitzer Kommando (distaccamento di caccia a monoposto), abbreviato in KEK.
L'11 gennaio 1916, la KEK di Fort Vaux si formò vicino all'FFA 223; per la sua esperienza, Berthold venne nominato come suo ufficiale in carica.
Anche quando le unità da combattimento pionieristiche si sono formate, il 14 gennaio il Quartier Generale del Royal Flying Corps ordinò che qualsiasi imbarcazione da ricognizione che attraversasse il territorio in possesso della Germania fosse scortata da almeno tre aerei.
Il 2 febbraio 1916, Berthold e Althaus volarono un'intercettazione verso le 15:00.
Schivando la copertura di nuvole chiazzate e la pioggia sporadica, il duo incrocia un paio di Voisin III o LA abbattendone uno a testa.
Fu la prima vittoria aerea di Berthold.
Ne segnerebbe altre tre giorni dopo.
Poi, il 10 febbraio, Berthold fu abbattuto, con il serbatoio di carburante forato ed una leggera ferita alla mano sinistra.
Fu ricompensato con l'Ordine al merito militare di Baviera, quarta classe il 29 febbraio; uno dei soli 12 ordini di merito militare assegnati agli aviatori durante la guerra.
Berthold ha continuato a volare missioni di bombardamento e pattugliamento. Dopo aver segnato un'altra vittoria, fu nuovamente onorato dal suo Regno di Baviera, questa volta con la Croce di cavaliere dell'Ordine militare di Sant'Enrico, il 15 aprile.
Il 25 aprile, Berthold perse un combattimento.
Ha fatto un atterraggio di emergenza dopo che i proiettili nemici hanno paralizzato il motore del suo Fokker.
È ripartito nuovamente con un Pfalz E.IV (Morane-Saulnier Type H) numero di serie 803/15.
Il motore si è fermato mentre saliva a circa 100 metri di altitudine e si è schiantato.
Quando il suo corpo inerte fu tirato fuori dal relitto, fu creduto morto fino a che non si ridestò momentaneamente per un'imprecazione. Dopo un breve svenimento, Berthold si svegliò scoprendosi cieco.
Pregò i presenti di sparargli, poi di nuovo svenne.
Si risvegliò due giorni dopo al Kriegslazarett 7 a Saint Quentin, in una stanza accanto a un osservatore britannico che aveva abbattuto.
Oltre a una gamba sinistra gravemente rotta, Berthold aveva avuto rotto il naso e la mascella superiore, con conseguente danno ai suoi nervi ottici.
Gli furono prescritti antidolorifici narcotici per il dolore cronico.
A quel tempo, i medici militari tedeschi usavano tre narcotici come rimedi: oppio, morfina e codeina. La cocaina veniva utilizzata per contrastare la sonnolenza di questi tre farmaci depressivi.
Alla fine, la vista di Berthold ritornò.
Non è stato in grado di volare per quattro mesi, ma è rimasto a capo del KEK Vaux.
Nel traffico di messaggi portati a lui ed i resoconti dei suoi subordinati in visita, apprese delle perdite in corso.
Suo fratello Wolfram era stato ucciso in azione come soldato di fanteria il 29 aprile.
Max Immelmann è perito in battaglia il 18 giugno.
Dopo la morte di Immelmann, il più grande asso della Germania, Oswald Boelcke, è stato rimosso dal volo per paura che la sua perdita in azione sarebbe stata disastrosa per il morale.
Nel frattempo, Berthold avrebbe dovuto essere evacuato in Germania, lontano dal fronte.
Invece, a fine luglio, requisì una macchina e tornò alla sua unità.
Anche se non in grado di volare a causa di un ginocchio rigido, potrebbe ancora comandare.
Il 24 agosto 1916, Berthold dovette essere aiutato nel suo combattentimento, ma volò.
Ha segnato la sua sesta vittoria.
Il giorno dopo, il KEK Vaux divenne Jagdstaffel 4 sotto il comando di Berthold; la nuova unità inizia con una squadra famosa, Wilhelm Frankl, Walter Höhndorf e Ernst Freiherr von Althaus erano membri dall'inizio e tutti i futuri assi.
Il 27 agosto, Berthold ricevette l'Ordine di Hohenzollern.
Dato che il Pour le Mérite era solito aggiudicarsi dopo otto vittorie in questa fase della guerra, Berthold era molto vicino a raggiungerlo.
Il 19 settembre gli è stato negato il credito per un Royal Aircraft Factory B.E.12 caduto dietro le linee tedesche.
Il 24 settembre, due Nieuport 17 francesi sono entrati in collisione e si sono schiantati mentre combattevano contro di lui.
Di nuovo, nessun credito.
Il 26 settembre, Berthold è stato finalmente accreditato con la sua ottava vittoria.
Ricevette il suo Blue Max, il supremo premio imperiale della Germania per il valore, il 12 ottobre 1916.
Il suo fu solo il decimo premio per gli aviatori.
Cinque degli altri destinatari viventi hanno partecipato alla celebrazione del premio del 16 ottobre, tra cui Buddecke, Althaus, Frankl, Höhndorf e Kurt Wintgens.
Il giorno seguente, Buddecke e un aviatore volarono in cerchio mentre il treno di Berthold lo portava al suo nuovo incarico come Staffelführer (comandante) della Jagdstaffel 14.
Il Die Fliegertruppen si è riorganizzato nel Luftstreitkräfte (Aeronautica tedesca) l'8 ottobre.
La Jagdstaffel 14 si era appena formata quando Berthold prese il comando.
Era equipaggiata con due Fokker E.III, un Halberstadt D.II e sette Fokker D.II e non aveva avuto successo quando c'era ancora il Fokker Kampstaffel designato Ludwig von Falkenhausen.
Berthold ha approfittato di essere in un settore tranquillo per addestre duramente le sue truppe.
Introdusse nuovi velivoli sostitutivi l'Albatros D.I e l'Albatros D.II.
A metà dicembre, subito dopo la prima vittoria dell'unità, furono visitati durante un giro di ispezione dal Kaiser Friedrich Wilhelm Viktor Albrecht von Hohenzollern e dal principe ereditario Guglielmo di Prussia (1882-1951).

### 1917
In gennaio Berthold e il suo squadrone furono subordinati all'Armee-Abteilung A.
Con la riorganizzazione dell'aviazione arrivò l'ufficiale dello staff dell'aviazione l'Hauptmann Bruno Volkmann presso la sede dell'esercito.
A febbraio, la Jasta 14 segnò solo due vittorie.
Tuttavia, in previsione di passare a un servizio più attivo a Laon iniziò a riarmarsi con i caccia Albatros D.III.
Berthold volò a Laon per scoprire che non c'erano alloggi per i suoi uomini.
Era fermamente convinto che non avrebbe spostato il suo squadrone fino a quando non fossero state consegnate le infrastrutture.
A metà marzo, un convoglio di camion portò i 200 chilometri di Jasta a Marchais, in Francia.
Le operazioni iniziarono il 17 marzo.
Berthold aveva preparato l'Albatros D.III s/n 2182/16 come proprio aereo.
Le sue mitragliatrici furono testate ed era dipinto con le sue insegne personali raffiguranti una spada alata per vendetta su entrambi i lati della fusoliera.
A settembre, il suo intero squadrone adotta il suo schema di base ed aggiungendo le proprie insegne personali.
Il 24 marzo 1917 Berthold riprese la sua scia di vittorie e fu accreditato con altre quattro vittorie a metà aprile.
Il 24 aprile attaccò ferocemente un Caudron R.9 francese fino a quando fu riportato alla base dopo che una pallottola attraversò il suo stinco in basso a destra.
La ferita dello stinco lo ha portato ad essere spedito dall'ospedale alla convalescenza a casa dal 23 maggio al 15 giugno.
Come effetto collaterale, questa ferita ha aggiunto più dolore cronico alle sue ferite.
Ormai, la sua dipendenza dai narcotici era un segreto aperto ai suoi piloti.
Berthold riteneva che la prestazione dello squadrone fosse in declino a causa della mancanza di leadership in campo.
Agli inizi di agosto, è tornato alla sua vecchia struttura di addestramento a Großenhain e fece una visita medica dal suo dottore. Berthold ritornò alla sua unità per studiare i documenti e per scoprire che era stato trasferito al comando della Jagdstaffel 18 ad Harelbeke, in Belgio, il 12 agosto.
Il 18 agosto, Berthold venne finalmente certificato per riprendere a volare.
Due giorni dopo, fu una delle unità dell'aviazione in esame dal Kaiser a Courtrai.
Prima dell'arrivo di Berthold, la Jasta 18 aveva avuto scarso successo; il loro nuovo comandante enfatizzò prontamente l'addestramento anche mentre volavano in missioni di combattimento.
Poco dopo aver assunto il comando, Berthold diede ancora una volta la sua idea di usare i velivoli in massa; il Quartier generale del 4° Armee ha risposto raggruppando la Jagdstaffelen 18, 24, Jagdstaffel 31 e Jagdstaffel 36 in Jagdgruppe 2 con Berthold al comando.
Ha colpito uno Spad il 21 agosto, portando il suo numero di abbattimenti a 13.
Era l'inizio di una serie di 16 vittorie aeree.
Il 28 settembre 1917 ha abbattuto l'Airco DH.5 del capitano Alwayne Loyd del No 32 Squadron RFC.
Nel mese di settembre ottiene 14 vittorie, portando il suo bottino a 27.
Il 2 ottobre ha segnato la sua 28^ vittoria, la sua ultima dell'anno.
Durante un duello il 10 ottobre un proiettile paralizzò il braccio destro di Rudolf Berthold.
Mentre combatteva il numero 56 dello squadrone RFC, un proiettile britannico rimbalzò nella cabina di pilotaggio del Fokker D.VII di Berthold e si inserì nel suo braccio con un'angolazione che polverizzò il suo omero destro.
Probabilmente fu colpito dal capitano Gerald Maxwell, anche se quest'ultimo non ottenne il merito di una vittoria.
Berthold superò l'handicap degli alettoni semichiusi e rimase cosciente abbastanza a lungo da fare un atterraggio a una sola mano sull'aerodromo di casa della Jasta 18.
Svenne dopo il suo arrivo in sicurezza.
Berthold venne portato all'ospedale da campo di Courtrai.
Indipendentemente dal ferimento, Berthold fu promosso a Hauptmann il 26 ottobre 1917.
L'ospedale da campo non aveva le strutture per guarire una ferita così complessa; tuttavia, era sufficiente per tenerlo in vita. Passarono tre settimane prima che l'asso ferito fosse abbastanza stabile da essere trasferito.
Il 31 ottobre uscì, per l'Ospedale Saint Vincenzstift di Hannover.
Tuttavia, i suoi uomini avvertirono la sua sorella maggiore di 33 anni, Franziska che era stata supervisore infermieristico al Viktoria-Lazarett di Berlino.
Lei organizzò il trasferimento del fratello alla clinica di Berlino dove c'era uno dei più importanti chirurghi tedeschi, il dottor August Bier, che ha aperto la strada all'uso della cocaina nell'anestesia spinale.
Berthold entrò nella clinica il 2 novembre 1917.
Berthold rimase lì per quattro mesi mentre il dottor Bier lavorava per salvargli il braccio dall'amputazione.
Nel frattempo, in contrasto con i desideri di Berthold, l'Oberlutnant Ernst Wilhelm Turck assunse il duplice comando di Berthold della Jagdstaffel 18 e della Jagdgruppe 2.
Berthold trascorse il congedo di convalescenza imparando a scrivere con la mano sinistra.
Credeva: "Se posso scrivere, posso volare".
Nel frattempo, il suo braccio destro rimase paralizzato mentre lentamente guariva.
Rimase dipendente dai narcotici.

### 1918
A febbraio, Berthold poteva alzarsi dal letto.
Otto giorni dopo, a metà mese, si offrì volontario per tornare al comando del Jagdgruppe 2.
Il 1º marzo va all'ufficio medico di Flieger-Ersatz-Abteilung 5 (Sostituzione Distaccamento 5) ad Hannover dove diventa idoneo per tornare al comando del Jagstaffel 18, ma senza il permesso di volare.
Il 6 marzo, con il braccio fasciato, si riunì al suo vecchio squadrone nella sua nuova stazione di servizio.
Dopo due giorni, l'8 marzo, Berthold organizzò il trasferimento di Hans-Joachim Buddecke nell'unità per portarlo in volo.
Due giorni dopo, Buddecke fu ucciso in azione dal tenente Arthur Whealy del Royal Naval Air Service sul Sopwith Camel s/n B7220.
Il 16 marzo 1918, Rudolf Berthold fu trasferito al Jagdgeschwader 2 per sostituire l'Hauptmann Adolf Ritter von Tutschek, ucciso in azione il giorno precedente.
L'Offensiva di primavera tedesca venne lanciata il 21 marzo.
Berthold era in una situazione difficile e stressante.
Aveva sofferto la perdita del suo migliore amico, aveva lasciato il suo vecchio squadrone, stava prendendo il comando di un'unità sconosciuta più grande e non poteva volare.
La sua parziale soluzione al suo dilemma era di approfittare di una scappatoia.
Di solito, un comandante di Luftstreitkräfte trasferito cambiava i quadri della sua unità nel suo nuovo incarico.
Berthold effettuò uno scambio nella Jasta 18 con persone e aerei della Jagdstaffel 15.
La Jasta 15 divenne Stab Staffel (squadrone di comando).
Berthold partì quindi per i funerali di Buddecke a Berlino il 22 marzo per fare un elogio funebre.
Tornò al suo nuovo incarico per due giorni nella nuova offensiva tedesca, per scoprire che le divisioni di fanteria che la sua unità avrebbe dovuto sostenere si lamentavano della mancanza di copertura aerea.
Le prestazioni dello Jagdgeschwader 2 migliorarono sotto la guida del comandante a terra, mentre i tedeschi avanzarono di 65 chilometri in otto giorni.
Il 6 aprile 1918 cominciarono ad arrivare nove Siemens-Schuckert D.III.
Nonostante le elevate aspettative per il velivolo a causa delle sue prestazioni superiori, soffriva di guasti del motore dopo un utilizzo di sole sette-dieci ore.
Il modello fu rapidamente ritirato dall'unità.
Nel frattempo, Berthold fece in modo che i suoi uomini iniziassero a ridipingere il velivolo dell'unità con un marchio di fondo comune.
Nella Jasta 15 l'ala del velivolo aveva una vernice blu scuro standard applicata alla fusoliera.
La Jagdstaffel 12 aveva dei codini bianchi; la Jagdstaffel 13 aveva quelli verde scuro; la Jagdstaffel 19 ha optato per il giallo.
A questi segni, i piloti hanno aggiunto le proprie insegne personali.
Verso le 22:30, la notte del 12 aprile, l'artiglieria francese diretta da un aereo da ricognizione, iniziò a bombardare l'aeroporto della Jagdgeschwader 2.
Alle 05:00 del mattino seguente l'aerodromo e le sue attrezzature erano state colpite più di 200 volte da esplosioni di proiettili.
Anche se nessuno è stato ucciso, l'unità da caccia aveva avuto 25 aerei distrutti o danneggiati, insieme a gran parte degli edifici ed equipaggiamenti dell'aerodromo, diventato sostanzialmente fuori combattimento per le successive tre settimane dopo aver cambiato aeroporti ed aerei.
Nel frattempo, Berthold si preoccupò: "E volerò di nuovo ... anche se devono portarmi sull'aereo".
Ha tenuto la sorella informata delle sue condizioni mediche.
Il 25 aprile, scrisse, "... una scheggia di osso sporgeva dalla mia ferita inferiore. Il mio abile assistente medico venne immediatamente con un paio di pinzette e con molta abilità e forza la rimosse ... Sono svenuto durante questa procedura violenta. I dolori erano orribili, ma la ferita inferiore comincia a chiudersi, solo la ferita superiore continua a farsi sentire molto pesantemente, quando il frammento osseo viene ritirato si rompe in pezzi, poiché l'apertura era troppo piccola e la scheggia era impigliata nella carne e così ha dovuto sondare ed estrarre ogni pezzo."
Franziska Berthold scrisse di suo fratello,  ... il suo vigore era sparito, la costante scarica dalle sue ferite e il dolore nervoso portavano sempre più il corpo.
Durante questo periodo inattivo, Berthold delineò il previsto uso dell'unità in un memorandum al quartier generale.
Delineò una rete di avvertimento di difesa aerea inviata in avanti per avvertire la sua unità e chiest una colonna di trasporto per mantenere la mobilità dell'unità.
A parte questo memo, pianificò cambiamenti di personale nella sua nuova unità.
Sentiva che i comandanti della squadra stavano progettando di farlo sostituire.
Entro il 18 maggio, l'ultimo di essi era stato sostituito.
Il punteggio dell'unità migliorò per quel mese, per un totale di 19 vittorie.
Berthold aveva spesso volato su un Pfalz D.III preferendolo all'Albatros D.V.
Nel maggio del 1918 entrò in servizio il nuovo Fokker D.VII.
Berthold prese in prestito uno dei nuovi aerei dallo Jagdgeschwader 1 per un volo di prova.
Gli piaceva la sua leggerezza sui comandi e sperava che potesse persino volare con il braccio destro danneggiato.
La mattina del 28 maggio, montò un Fokker D.VII nuovo di zecca e per la prima volta guidò la sua unità aerea in combattimento.
Sebbene fosse una missione di supporto a terra, colse l'occasione per segnare la sua 29^ vittoria.
Il giorno dopo, abbatte altri due aerei nemici, nonostante il sincronizzatore della mitragliatrice malfunzionante che ha quasi sparato via la sua stessa elica e causato un atterraggio.
La tossicodipendenza di Berthold non lo ostacolava nell'aria.
Georg von Hantelmann, uno dei suoi piloti, notava che, nonostante le sue abilità marziali immutate, la sua dipendenza da morfina lo rendeva tipicamente irregolare.
Tuttavia, i suoi subordinati sono rimasti fedeli a lui.
Berthold ha ottenne una mezza dozzina di vittorie nel mese di giugno.
Nel frattempo, il 18 giugno, Berthold di nuovo paelò a sua sorella dei suoi problemi medici in corso.
"Il mio braccio è peggiorato, è piuttosto gonfio e infetto sotto la ferita aperta, credo che le schegge ossee si stiano spingendo fuori, perché la zona gonfia è molto dura, il dolore è terrificante, durante la mia battaglia aerea ieri ... ho urlato rumorosamente ".
Ha preso una pausa fino al 28 giugno, quando ha segnato la sua 37^ vittoria.
Quella notte, scrisse a sua sorella: "Il braccio non è ancora buono, dal momento che la ferita inferiore si è riaperta, il dolore si è attenuato un po' e il gonfiore si è abbassato, ho urlato dal dolore, a volte freneticamente. è stata solo una scheggia d'ossa ... " " ... si è incastrata nella vecchia ferita cicatrizzata, poi è iniziato il divertimento per me .... mentre la cicatrice si è aperta ... il pus spruzzato in un alto arco...."
La sua ferita in via di estinzione non era il suo unico fattore di stress.
Con l'arrivo del caldo estivo, i Fokker Dr.I della Jasta 12 hanno iniziato a sperimentare problemi di surriscaldamento del motore aggravati dalla mancanza di olio di ricino genuino per la lubrificazione.
Occasionalmente, la mancanza di triplani sostitutivi raddrizzava lo squadrone e ostacolava lo squadrone Jasta 13.
Il nuovo Fokker D.VII arrivava nell'unità, ma era sufficiente per riarmare la Jasta 15.
A metà giugno i triplani della Jasta 12 sono stati giudicati inservibili.
Lo Jasta 19 era stato parzialmente riequipaggiato con il nuovo Fokker D.VII.
L'unità ha anche sofferto di carenze di carburante.
Per rimanere operativi, carburante e lubrificanti sono stati convogliati verso il velivolo più utile, il D.VII.
Al 19 giugno, la Jasta 12 e la Jasta 19 non avevano un aereo utilizzabile e l'unità era ridotta a metà forza o meno.
Gli squadroni si sarebbero riequipaggiati lentamente con i D.VII dopo che i Triplani furono rimossi dall'unità.
Il sollievo arrivò finalmente il 28 giugno, quando arrivò una spedizione di 14 Fokker D.VII divisi tra la Jasta 12 e la Jasta 19.
Berthold ha combattuto, segnando altre due vittorie a luglio.
Tuttavia, ora che aveva riorganizzato la sua unità da combattimento, il 6 luglio l'influenza ha colpito tutti tranne tre piloti della Jasta 19.
Berthold ha ottenuto altre tre vittorie all'inizio di agosto, portando il suo bottino a 42.
Il 10 agosto, ha guidato 12 dei suoi piloti in battaglia contro una forza di gran lunga superiore di aerei britannici.
Ha abbattuto un combattente della Royal Aircraft Factory S.E.5a per la sua 43^ vittoria ed un bombardiere Airco DH.9 per la sua 44^.
Quando tentò di allontanarsi dal DH.9 a 800 metri di altitudine, i suoi controlli si allentarono nella sua mano.
Il suo tentativo di usare un paracadute fallì perché richiedeva l'uso di entrambe le mani.
Il suo Fokker colpì una casa di Ablaincourt-Pressoir con tale forza che il motore cadde in cantina.
I fanti tedeschi lo strapparono dalle macerie e lo portarono di corsa all'ospedale.
Il suo braccio destro è stato ritorto alla precedente frattura.
Rudolf Berthold non avrebbe mai più volato.
Il 12 agosto, Berthold era di nuovo controllato in un ospedale.
Arrivò alla palazzina degli ufficiali della Jasta 15 per coincidenza con il comandante di unità appena nominato.
Berthold fissò il Rittmeister Heinz Freiherr von Brederlow, che era più anziano di lui, e annunciò: "Eccomi il capo".
Una volta che Brederlow se ne fu andato, Berthold si mise a letto.
Il giorno dopo, era febbricitante e si contorceva dal dolore.
Il dottore che fu chiamato ordinò a Berthold di tornare in ospedale.
Il 14 il Kaiser Guglielmo II ordinò personalmente all'asso di andare all'ospedale e nominò il vice comandante di Berthold, Leutnant Josef Veltjens, per prendere il comando dell'unità.
Il 16 agosto, Veltjens vide Berthold sul retro di un treno.
Berthold tornò alla clinica del dottor Bier, dove fu curato lì all'inizio di ottobre.
Una volta che i suoi dolori furono alleviati, tornò a casa per recuperare.
Desiderava ancora tornare al combattimento aereo, ma la guerra finì mentre era in convalescenza.
L'asso patriottico che aveva abbattuto 16 dei 44 aerei nemici mentre volava con una mano non poteva che guardare la sua adorata patria cadere nella sconfitta e nel caos.

## Il dopoguerra
All'inizio del 1919, Berthold fu autorizzato a tornare in servizio.
Il 24 febbraio assunse il comando dell'aeroporto di Dallgow-Döberitz a Berlino.
Presto lo dovette chiudere.
Berthold ha poi lanciato un appello affinché i volontari formassero la milizia Freikorps per allontanare gli Spartachisti (Spartakusbund).
La sua fama era sufficiente per attirare 1.200 uomini, soprattutto dalla sua nativa Franconia (regione).
Nell'aprile 1919 fondò il "Distaccamento dei contadini frati Eiserne Schar Berthold" (Distaccamento del contadino della Franconia: la truppa di ferro Berthold).
Furono addestrati alla fine di maggio.
Le sue truppe erano legate a lui unicamente dalla lealtà personale, poiché non avevano prestato giuramento di fedeltà.
Uno di questi era Hans Wittmann.
In agosto, i Freikorps di Berthold si trasferirono negli stati baltici per combattere il Bolscevismo.
A settembre, i Freikorps sono entrati a far parte della Banda di ferro in Lituania.
Hanno ingaggiato forze di sinistra in Lettonia a Klaipėda e Riga ed hanno combattuto in un freddo inverno.
Le ultime tre settimane del 1919 furono trascorse riposando in campo sul confine tedesco-lituano prima di tornare in Germania.
Il 1º gennaio 1920, Berthold e le sue truppe entrarono a Memel per Stade.
Sono arrivati con 800 uomini con 300 fucili e una manciata di mitragliatrici.
Erano organizzati per disarmarsi il 15 marzo 1920.
Tuttavia, il 13 marzo, i militari tentarono il Putsch di Kapp.
Wolfgang Kapp e il generale Walther von Lüttwitz hanno invitato tutte le unità Freikorps e Reichswehr (Esercito) a mantenere l'ordine pubblico.
Il cancelliere Friedrich Ebert (padre) ha risposto chiamando uno sciopero generale.
I Freikorps votarono per unirsi al putsch, così gli uomini di Berthold requisirono un treno e l'equipaggio da scioperanti ferroviari e si trasferirono per unirsi al colpo di stato.
Rallentati dai segnali lungo la linea ferroviaria, arrivarono fino al Distretto di Harburg, la sera del 14 marzo; lì hanno bivaccato nella scuola media di Heimfelder.
Il governo del Partito Socialdemocratico Indipendente di Germania di Harburg ha anticipato l'imminente arrivo del Freikorps arrestando il comandante del locale Pionier-Bataillon 9, lasciando i suoi 900 soldati addestrati senza leader.
La mattina del 15 marzo 1920, i dirigenti sindacali cercarono di convincere i pionieri a disarmare i Freikorps, senza successo.
I lavoratori dell'Unione furono quindi armati per affrontare i Freikorps.
A metà giornata gli uomini del sindacato convergevano nella scuola media.
Nel frattempo, il sindaco di Burgomaster, Heinrich Denicke, offrì un passaggio sicuro fuori città ai Freikorps se essi si fossero disarmati. Berthold rifiutò.
Verso mezzogiorno, quando gli operai si erano radunati, una mitragliatrice ha sparato sulle loro teste per liberare un passaggio di uscita dalla scuola.
Invece di fuggire gli uomini del sindacato hanno sparato.
Nel successivo scontro a fuoco, 13 lavoratori e tre combattenti Freikorps sono stati uccisi.
Altri otto combattenti Freikorps furono giustiziati sommariamente dopo la cattura degli operai.
I terreni della scuola erano circondati.
I Freikorps erano assediati
Nel tardo pomeriggio, le munizioni Freikorps si stavano esaurendo.
Chiamando la tregua, Berthold ha negoziato un passaggio sicuro per quelli dei suoi uomini che si sarebbero disarmati.
Verso le 18:00, i Freikorps uscirono dalla scuola per disarmarsi.
Una folla di spettatori non aveva fatto parte dei negoziati.
Furono indignati dalle vittime civili e assalirono i Freikorps.
Berthold ha fatto il giro della scuola quando la folla ha attaccato.
Quando uscì dalla porta sul retro, il suo Pour le Merite fu individuato.
Il grido di guerra fu suonato.
Uno sciame di persone ha sopraffatto Berthold.
La sua pistola gli è stata tolta e usata per sparargli due volte in testa e quattro volte nel corpo mentre la folla lo ha massacrato.
I resti di Berthold furono portati all'ospedale di Wandsbeke, in un sobborgo di Amburgo.
Due dei suoi vecchi amici, ex Leutnants Tiedje e Lohmann, vivevano ad Amburgo.
Quando hanno saputo della morte di Berthold, sono corsi all'ospedale.
Rimasero con Berthold fino a quando Franziska arrivò da Berlino.
La Pour le Merite di Berthold, la Iron Cross First Class ed i Pilot's Badge sono stati salvati da una discarica di Harburg prima del suo arrivo.
Rudolf Berthold fu sepolto intorno alle 15:00 del 30 marzo 1920.
Berthold fu sepolto accanto a Buddecke nel cimitero degli eroi di Berlino, l'Invalidenfriedhof.
Il loro amico comune, Oliver von Beaulieu-Marconnay giace accanto a loro in una disposizione triangolare.
Sulla prima lapide di Berthold, da quando fu distrutta, fu presumibilmente il memoriale: "Onorato dai suoi nemici, ucciso dai suoi fratelli tedeschi".
Tuttavia, una traduzione letterale dell'iscrizione è "ucciso nella lotta dei fratelli per la libertà delle terre tedesche", come si può vedere.
Dopo aver ricevuto lamentele sulla giustizia del linciaggio, la polizia di Stade ha indagato sull'omicidio di Berthold.
Nel febbraio 1921, due uomini furono processati e prosciolti dall'omicidio.